# Peter Petrake
Peter Petrake fue una serie de historietas creada por Miguel Calatayud en 1970 para la revista "Trinca".

## Trayectoria editorial
Tras una serie de historias cortas sobre el personaje, Miguel Catalayud inició el álbum Pop Carrusel, que quedó inconcluso.
El 20 de noviembre de 2009, El Patito Editorial editó un tomo recopilatorio de toda la serie.

## Argumento
Peter Petrake trabaja para el Consejo de Seguridad Universal.
La serie, en sí, es una parodia disparatada de las películas de espías tipo James Bond.

## Estilo
Peter Petrake destacaba, entre las demás obras de "Trinca", por su estética pop, muy influida por The Yellow Submarine, y su brillante uso del color.